# Jerry West
Jerome Alan West (Chelyan, Virginia Occidental, 28 de mayo de 1938-Los Ángeles, California, 12 de junio de 2024) fue un jugador, entrenador y ejecutivo de baloncesto estadounidense que disputó catorce temporadas en la NBA, todas ellas en Los Angeles Lakers. con 1,91 metros de altura, jugaba en las posiciones de base y escolta.
West jugó a nivel universitario en West Virginia, donde ganó el campeonato de la NCAA en 1959 antes de ser elegido en la segunda posición del Draft de la NBA de 1960 por los Lakers. Con el equipo angelino ganó un campeonato de la NBA en 1972 tras haber quedado subcampeón siete veces anteriormente. A lo largo de su carrera fue además catorce veces All-Star, doce veces All-NBA (diez en el primer quinteto, dos en el segundo) y cinco veces All-Defensive. 
Considerado como uno de los mejores baloncestistas de la historia, West fue introducido en el Salón de la Fama del Baloncesto en 1980 y es miembro de los equipos del 35, 50 y 75 aniversario de la NBA. Era apodado Mr. Clutch por su desempeño en los momentos finales de los partidos y The Logo por ser la figura que ilustra el logotipo de la NBA.
También fue internacional con la selección de los Estados Unidos. Junto con Oscar Robertson, cocapitaneó el equipo que ganó la medalla de oro en los Juegos Olímpicos de Roma de 1960.
Desde junio de 2017 hasta su muerte fue miembro de la junta ejecutiva de la franquicia de Los Angeles Clippers.

## Biografía
Nacido en Cheylan, Virginia Occidental, era hijo de Howard Stewart, un electricista de mina de carbón que no podía permitirse muchos lujos y no tenía tiempo para jugar demasiado con sus hijos, y de Cecil Sue West, ama de casa. Su hermano David murió en la guerra de Corea cuando Jerry tenía 12 años. De pequeño, el joven Jerry se divertía con un aro de baloncesto fuera de la casa de un vecino. Tal era su pasión que en la primavera lluviosa jugaba con barro, y en invierno lo hacía llevando guantes. Practicaba tiros hasta que sus dedos sangraban, y después de sus entrenamientos personales escuchaba partidos de baloncesto de los West Virginia Mountaineers en la radio.
West se sumergió completamente en la práctica, incluso descuidando el comer en ocasiones, por lo que su madre le azotaba cuando llegaba tarde a la cena. Adelgazó tanto que tuvo que recibir inyecciones de vitaminas.

## Trayectoria como jugador

### Instituto
Sus entrenamientos dieron resultado, ya que West fue al instituto de East Bank, Virginia Occidental, desde 1952 hasta 1956. Durante el verano de 1955 dio un importante estirón, creciendo más allá de 1,80 metros. Fue nombrado All-State desde 1953 hasta 1956, y All-American en 1956, cuando fue elegido Jugador del Año de West Virginia tras convertirse en el primer jugador de instituto en anotar más de 900 puntos en una temporada (32.2 puntos por partido en 1956). También lideró a East Bank al campeonato estatal aquel año. En su honor, la escuela cambió de nombre durante una semana, pasando a denominarse West Bank.

### Universidad

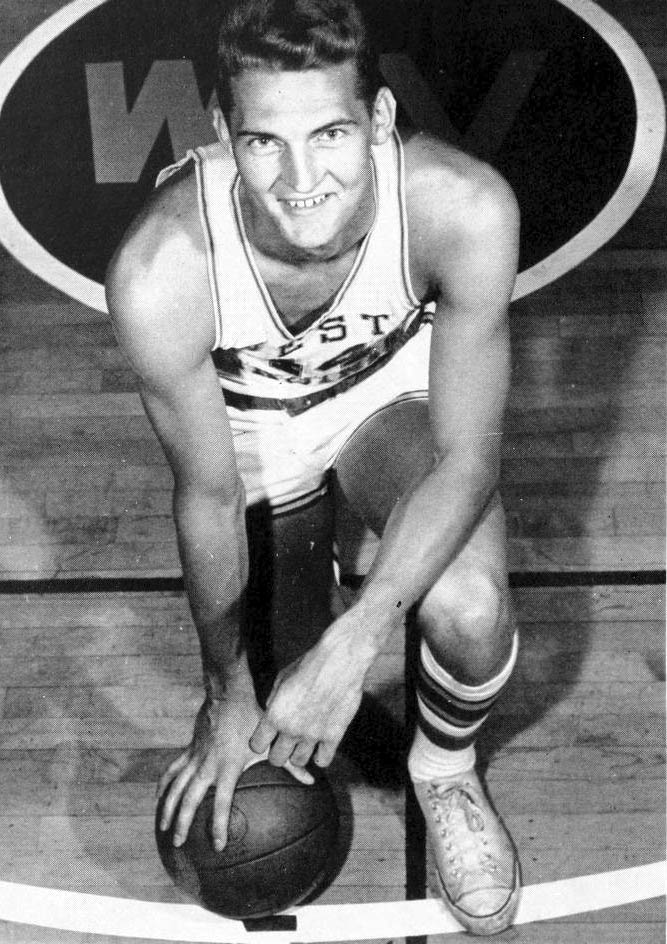
West, en su etapa universitaria.

Más de 60 universidades se interesaron en contar con sus servicios, pero finalmente acabó defendiendo los colores de la Universidad de West Virginia entre 1956 y 1960, con la que promedió 24,8 puntos y 13,3 rebotes.
Sophomore
En 1958, West irrumpió en la escena nacional como sophomore (jugador de segundo año) al promediar 17.8 puntos por partido y 11.1 rebotes. Fue titular los 28 partidos de la temporada, con un 49.6% en tiros de campo y 73.2% en tiros libres. Esa temporada, West fue elegido en el segundo y tercer equipo del All-American y en el primero de la Southern Conference. También fue nombrado MVP del Torneo de la Southern Conference. West anotó 37 puntos, récord personal de la temporada, ante Villanova Wildcats, además de capturar 13 rebotes. Los Mountaineers consiguieron un balance de 26 victorias y 2 derrotas, finalizando la temporada con una derrota por 89-84 ante Manhattan College en el torneo de postemporada.
West fue elegido en el mejor quinteto de su conferencia y del torneo de su conferencia al final de la campaña.
Junior
En la siguiente temporada, la junior (tercera) para West, se consolidó como uno de los mejores tiradores de la historia de West Virginia. Mientras que fue nombrado All-American, Jugador y Atleta del Año en la Southern Conference, y MVP del Torneo de la Southern Conference por segundo año consecutivo, West promedió 26.6 puntos por partido en los 34 partidos, todos ellos como titular. Junto con 86 asistencias en la temporada, promedió 12.3 rebotes por encuentro. Además de ello, tuvo un 51.8% en tiros de campo, récord particular, pero un 69.7% en tiros libres, el porcentaje más bajo en su carrera. El mejor partido de la temporada de West fue ante Tennessee Volunteers, anotando 44 puntos (récord personal) y capturando 12 rebotes. Sus 31 rebotes ante George Washington Colonials a final de temporada es el mejor registro reboteador de West en su carrera. Aquella temporada los Mountaineers firmaron un balance de 29-5. Los 903 puntos de West en aquella temporada es un récord en la historia de West Virginia, hasta que el mismo jugador lo batió en la siguiente campaña, mientras que los 340 tiros de campo anotados es un récord todavía vigente. Consiguieron llegar a la Final de la NCAA, donde cayeron por un único punto, 71-70, ante la Universidad de California, siendo elegido el mejor jugador de la Final Four tras conseguir 28 puntos y 11 rebotes en la final.
Sénior
En su última temporada universitaria, en 1960, West realizó las mejores actuaciones de su carrera. Promedió 29.3 puntos, superando su récord de la temporada anterior, junto con otros nuevos registros personales, 134 asistencias, 16.5 rebotes por partido y 76.6% en tiros libres. Además de ello, lanzó con un 50.4% en tiros de campo. West fue de nuevo All-American y elegido en el mejor quinteto de la Southern Conference, Jugador y Atleta del Año de la conferencia y MVP del torneo de la misma (por tercera campaña consecutiva). La mejor actuación de West en la temporada fueron los 40 puntos y 16 rebotes ante Virginia Cavaliers. Los 908 puntos anotados por West es la mejor marca anotadora de un jugador de los Mountaineer mientras que sus 510 rebotes en la temporada, sus 30 dobles-dobles y sus 15 partidos con 30 puntos o más son otros récords de universidad.
En total, en su carrera universitaria, West anotó un total de 2.309 puntos y capturó 1.240 rebotes, promediando 24.8 y 13.3 por partido respectivamente. West actualmente posee los récords de su universidad de más puntos anotados, más puntos por partido, más tiros de campo anotados (843), más tiros libres anotados (623), más tiros libres intentados (851), más rebotes, más dobles-dobles (70), más partidos de 20 puntos o más (64), y más partidos de 30 puntos o más. También está en la segunda posición en cuanto a más tiros de campo intentados en una carrera (1.660), en rebotes por partido (13.3) y en más partidos con 10 o más puntos (89).
Además, ganó la medalla de oro en los Juegos Olímpicos de Roma 1960, liderando a su equipo junto a The Big O, Oscar Robertson, y en los Juegos Panamericanos de 1959.

#### Estadísticas
| Temporada | Edad  | Equipo        | Liga | P  | MIN  | TCA | TC   | TLA | TL  | REB  | ASIS | PTS  | %TC  | %FT  | MIN  | PTS  | REB  | AST |
| --------- | ----- | ------------- | ---- | -- | ---- | --- | ---- | --- | --- | ---- | ---- | ---- | ---- | ---- | ---- | ---- | ---- | --- |
| 1957-58   | 19    | West Virginia | NCAA | 28 | 799  | 178 | 359  | 142 | 194 | 311  | 41   | 498  | .496 | .732 | 28.5 | 17.8 | 11.1 | 1.5 |
| 1958-59   | 20    | West Virginia | NCAA | 34 | 1210 | 340 | 656  | 223 | 320 | 419  | 86   | 903  | .518 | .697 | 35.6 | 26.6 | 12.3 | 2.5 |
| 1959-60   | 21    | West Virginia | NCAA | 31 | 1129 | 325 | 645  | 258 | 337 | 510  | 134  | 908  | .504 | .766 | 36.4 | 29.3 | 16.5 | 4.3 |
| Total     | Total | Total         | NCAA | 93 | 3138 | 843 | 1660 | 623 | 851 | 1240 | 261  | 2309 | .508 | .732 | 33.7 | 24.8 | 13.3 | 2.8 |

### NBA

#### Primeros años
Fue elegido en la segunda posición de la primera ronda del Draft de la NBA de 1960 por Los Angeles Lakers, convirtiéndose en la primera elección de los Lakers desde su movimiento a Los Ángeles. En el equipo coincidió con Hot Rod Hundley, exjugador y leyenda de los Mountaineers, y con Elgin Baylor la mayor parte de su carrera. En su primera temporada en la liga, sus promedios fueron de 17.6 puntos, 7.7 rebotes y 4.2 asistencias por partido, siendo elegido para jugar el All-Star Game por primera vez en las 13 apariciones en su carrera. Los Lakers terminaron la temporada con un balance de 36-43 con Baylor liderando el equipo en anotación con 35 puntos por partido y llegando hasta Finales de División donde cayeron por 4-3 ante St. Louis Hawks.
En la temporada 61-62 se hizo ya con las riendas del equipo, acabando la temporada regular con 30,8 puntos, 7,9 rebotes y 5,4 asistencias, siendo incluido por primera vez en el Mejor quinteto de la NBA, y participando en su segundo All-Star. Llegaron a las Finales, cayendo por 4-3 ante Boston Celtics.

#### Brillando en las Finales (1965-1969)
West fue un jugador que especialmente brilló en los partidos trascendentales, aunque muchas de las veces su equipo no estuviera a la altura. En los Playoffs de 1965 promedió 40,2 puntos por partido, mientras que en las finales ante los Celtics dicha cifra subió hasta los 46,3, el mejor promedio anotador de un jugador en unas Finales de la NBA de la historia. Cuando se volvieron a encontrar en 1969, West fue elegido como MVP de las Finales siendo el único jugador en la historia en ganar el galardón formando parte del equipo perdedor de las mismas. En una entrevista concedida a NBA.com con ocasión del 50 aniversario de la liga, dijo:

"Pienso que deberíamos haber ganado en el 69. Creo que teníamos el mejor equipo. Esta es una de las cosas que te dejan cicatrices emocionales".

West promedió 29.1 puntos por partido en 153 encuentros de playoffs. A pesar de ello, la trayectoria de los Lakers durante la década de los 60 se puede calificar de frustrante. Entre 1962 y 1970 llegaron en 6 ocasiones a las finales, perdiendo todas ellas (cinco ante los Celtics y una ante los Knicks). En la mitad de ellas se llegó al séptimo y definitivo encuentro, y en dos de ellas ante Boston perdieron por una única canasta.
En los playoffs de 1965 West anotó 52 puntos, y cuatro años más tarde, en 1969, anotó 53, siendo dos de las anotaciones más altas registradas en playoffs en ese momento.

#### Al fin campeones

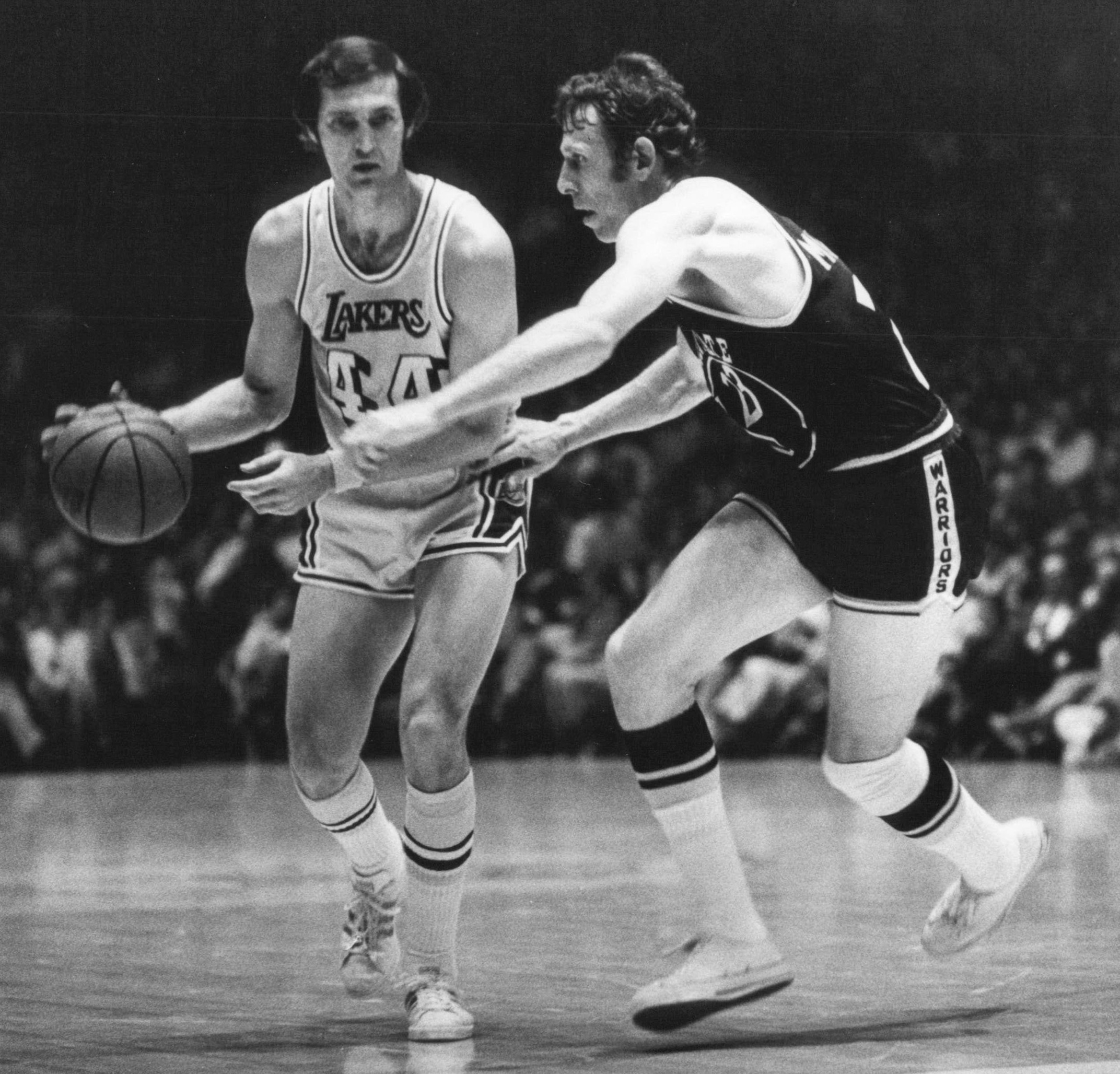
West, en 1971.

Promedió más de 30 puntos por partido en cuatro temporadas diferentes, liderando la liga en anotación en la 1969-70. Uno de los momentos más memorables de aquella campaña llegó en las Finales de la NBA ante New York Knicks. En el tercer partido, West anotó una canasta sobre la bocina desde más de 18 metros para mandar el encuentro a la prórroga. A pesar de ello, los Knicks ganaron el partido y el campeonato. Ya que por entonces no existía el triple, la canasta de West contabilizó 2 puntos, por lo que hoy en día hubiera valido a los Lakers para ganar el partido.
Durante la temporada 1971-72, West lideró la NBA en asistencias, promediando 9.7 por noche. A pesar de que la NBA no comenzó a contabilizar los robos de balón hasta el final de la carrera profesional de West, se convirtió, a la edad de 35 años, en el primer jugador en conseguir 10 robos en un partido, siendo aún un récord de franquicia. 
West disputó nueve Finales de la NBA, perdiendo ocho de ellas (seis ante los Celtics y dos ante los Knicks), y ganando el título en 1972, con 33 años. Aquel año, los Lakers ganaron 33 partidos consecutivos bajo el liderazgo del nuevo entrenador Bill Sharman, estableciendo un récord en la historia del deporte moderno norteamericano. Los Lakers llegaron a mitad de temporada con un récord de 39-3, y finalizaron la campaña con un 69-13, el mejor balance en la historia de la NBA hasta que Chicago Bulls lo superó en la temporada 1995-96 con 72 victorias y 10 derrotas. y más tarde superado por los Golden State Warriors temporada 2015-16 con 73 victorias y 9 derrotas. A pesar de sus problemas físicos, West firmó 25.8 puntos por noche y lideró la liga en asistencias. En playoffs, eliminó a los Bulls en cuatro partidos y a Milwaukee Bucks en seis, para posteriormente ganar el campeonato ante los Knicks por 4-1. En total, los Lakers terminaron el año con un récord de 81 victorias y 16 derrotas. West se retiró dos años más tarde, liderando a los Lakers a otro título de la División Pacífico en la temporada 1973-74 y jugando solamente 31 partidos en todo el año por culpa de un tirón en la ingle. 1973-74 Los Angeles Lakers Una temporada antes volvieron a perder el campeonato contra los Knicks en las Finales. En la primera campaña tras su retiro, los Lakers notaron la baja de West, finalizando con un balance negativo de 30-52 y quedando fuera de playoffs.

#### Galardones y premios

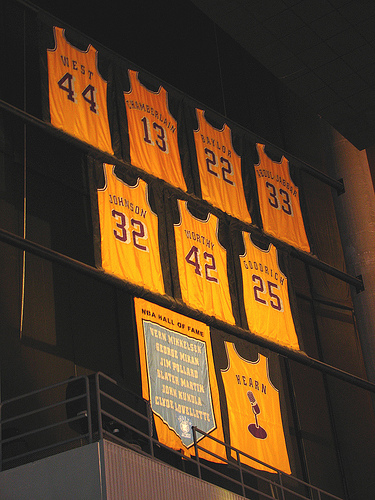
La camiseta de West, retirada por los Lakers.

West se retiró habiendo anotado 25.192 puntos (por entonces tercero en la historia por detrás de Wilt Chamberlain y Oscar Robertson) con un promedio de 27 por partido (el cuarto mejor en la historia de la NBA solamente superado por Michael Jordan, Chamberlain y Baylor), 7.160 tiros libres y 6.238 asistencias (6.7 por noche) en 932 partidos. Sus 31.2 puntos por partido con 31 años en la temporada 1969-70 es el mayor promedio anotador de un jugador por encima de los 30 años. Solo Jordan tiene mejor promedio anotador en playoffs que West, y solo Abdul-Jabbar le supera en puntos totales en postemporada.
Durante su carrera, West fue elegido en el mejor quinteto defensivo de la liga en cuatro ocasiones (dado que comenzó a existir en su novena temporada en la liga), en el mejor quinteto de la liga 10 veces, y jugó el All-Star Game otras 13 veces, siendo nombrado el MVP del partido en 1972. Además, West es el único jugador en la historia en ser nombrado MVP de las Finales de la NBA aun habiendo perdido, en 1969 ante Boston Celtics, el primer año de existencia del trofeo. En 1980, fue elegido en el mejor equipo del 35.º aniversario de la NBA y en 1996 entre los 50 mejores jugadores de la historia de la liga.

## Carrera como entrenador
Tras dos temporadas sin visitar los playoffs, los Lakers ficharon a West como entrenador en la temporada 1976-77. Con la reciente adquisición del pívot Kareem Abdul-Jabbar procedente de los Milwaukee Bucks, West fue capaz de dar un giro radical a la franquicia y liderarla al título de División Pacífico. Sin embargo, los Lakers fueron incapaces de batir a los Portland Trail Blazers de Bill Walton en las Finales de Conferencia. West entrenó al equipo durante dos temporadas más, llegando a playoffs en ambas, antes de cambiarse a los despachos. Durante sus tres temporadas ganó 145 partidos, perdiendo 101, clasificando a su equipo en las tres temporadas para los playoffs.
Después de ganar el anillo en 1980, los Lakers perdieron en primera ronda de playoffs ante Houston Rockets bajo el mando del entrenador Paul Westhead. Westhead fue culpado por el flojo inicio de campeonato del equipo en la temporada siguiente, por lo que fue despedido por el propietario Jerry Buss. Tras la negativa de West a regresar a los banquillos, Pat Riley (por entonces asistente del entrenador) aceptó el puesto de entrenador pero solo si West se sentaba con él durante unos partidos hasta que se sintiera cómodo. Tras la mejora de Riley y de los Lakers, West regresó a los despachos. 

#### Estadísticas
| Temporada | Edad  | Liga  | Equipo             | P   | PG  | PP  | %G-P | Posición | P P.Off | G P.Off | P P.Off | %G-P P.Off |
| --------- | ----- | ----- | ------------------ | --- | --- | --- | ---- | -------- | ------- | ------- | ------- | ---------- |
| 1976-77   | 38    | NBA   | Los Angeles Lakers | 82  | 53  | 29  | .646 | 1        | 11      | 4       | 7       | .364       |
| 1977-78   | 39    | NBA   | Los Angeles Lakers | 82  | 45  | 37  | .549 | 4        | 3       | 1       | 2       | .333       |
| 1978-79   | 40    | NBA   | Los Angeles Lakers | 82  | 47  | 35  | .573 | 3        | 8       | 3       | 5       | .375       |
| Total     | Total | Total | Total              | 246 | 145 | 101 | .589 |          | 22      | 8       | 14      | .364       |

## Carrera como ejecutivo

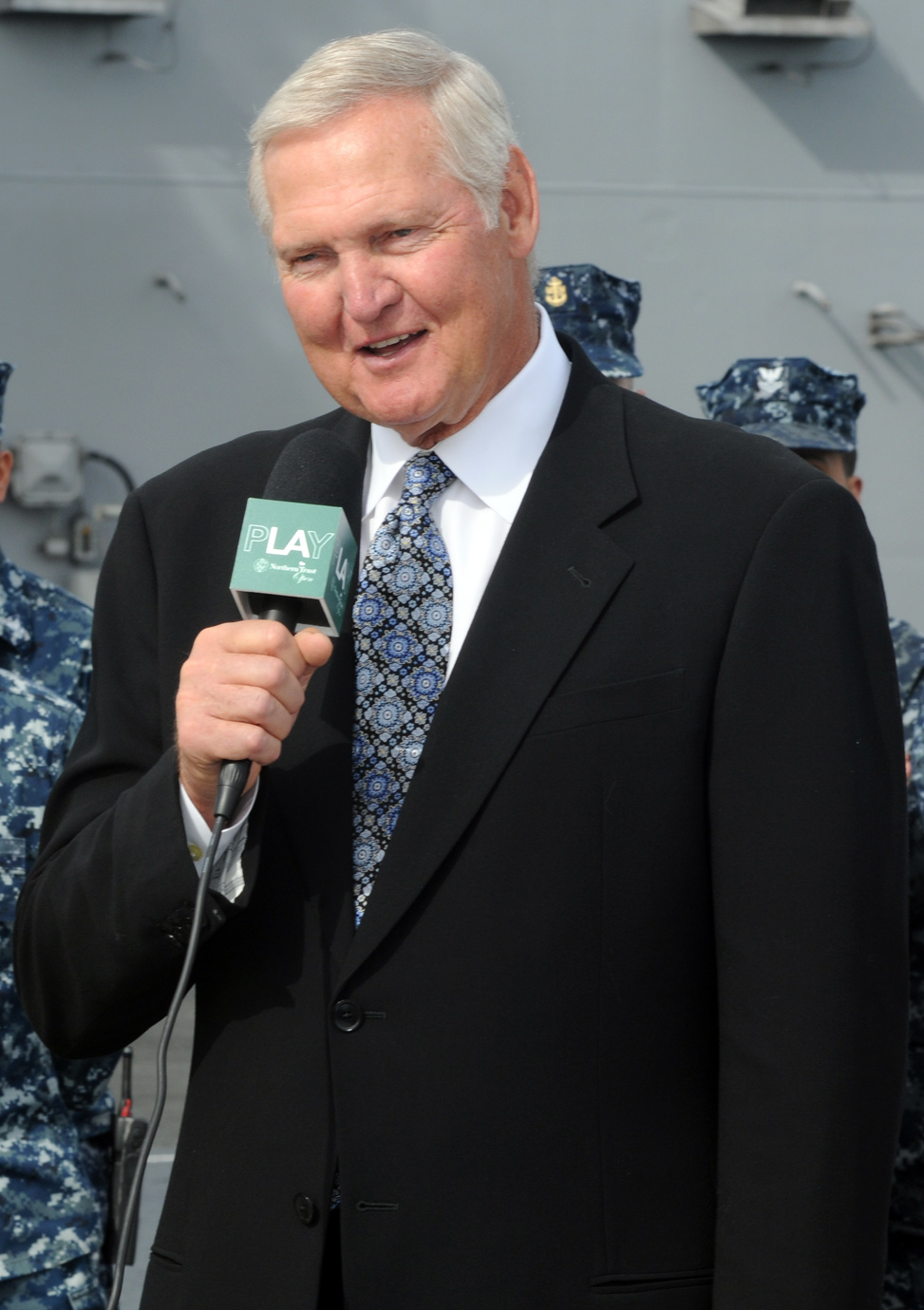
West, en 2011

En 1982, West fue nombrado director general de los Lakers, y a través de inteligentes elecciones de draft y de traspasos, mantuvo al equipo en la élite de la liga por el resto de la década. Esos equipos fueron construidos en torno a Magic Johnson, Kareem Abdul-Jabbar y James Worthy, ganando cuatro campeonatos en 1982, 1985, 1987 y 1988, y convirtiéndose en el primer equipo en conseguir un back-to-back (dos títulos consecutivos) desde que los Celtics lo hicieran en 1968 y 1969. 
Tras un bajón a principios de los 90, West fue nombrado vicepresidente ejecutivo de los Lakers en 1995, siendo elegido ese mismo año Mejor Ejecutivo del Año  al llevar al equipo a los playoffs con equipo construido alrededor de Nick Van Exel, Eddie Jones, Cedric Ceballos y Vlade Divac. Astutamente, West consiguió los derechos del novato Kobe Bryant, elegido por Charlotte Hornets en el Draft de la NBA de 1996, a cambio del pívot Divac, y fichó como agente libre a Shaquille O'Neal, lo que le valdría para ganar tres campeonatos consecutivos. En el año 2000, y debido a unas dolencias cardíacas causadas por la tensión, decidió abandonar el cargo.
Tras dos años de descanso, en 2002 fue contratado por Memphis Grizzlies como Presidente de Operaciones de Baloncesto. A pesar de que por entonces era el peor equipo de la liga, West pronto lo reconstruyó. Dos años después, los Grizzlies ganaron 50 partidos por primera vez en su historia, y West fue nombrado por segunda vez en su carrera Ejecutivo del Año. Los Grizzlies alcanzaron los playoffs durante tres años consecutivos, desde 2004 hasta 2006, aunque no ganaron ningún partido. En 2007, el equipo se desplomó de nuevo y volvió a ser el peor equipo de la liga, anunciando West que se retiraría al final de la temporada. West vendió su casa de Memphis a la compañía Hoops LP de Michael Heisley por 3.7 millones de dólares.
El 27 de mayo de 2007, el reportero de ESPN Ric Bucher informaba de una historia en la que Kobe Bryant expresaba un ultimátum a los Lakers en el que se veía relacionado West. Supuestamente, Bryant exigía a los Lakers que West regresara a los despachos de la franquicia, dándole "autoridad completa" o por el contrario pedía ser traspasado. Horas más tarde, Kobe negó la historia. El jugador dijo que no unió su futuro en los Lakers con West, como ESPN anunció, y que no pidió ser traspasado. West también fue responsable de la reconciliación entre O'Neal y Bryant.

## Estadísticas de su carrera en la NBA
|  | Líder de la liga                                 |
|  | Denota temporada en la que fue Campeón de la NBA |

### Temporada regular
| Año      | Equipo      | PJ  | PT | MPP  | %TC  | %3P | %TL  | RPP | APP | ROB | TPP | PPP  |
| -------- | ----------- | --- | -- | ---- | ---- | --- | ---- | --- | --- | --- | --- | ---- |
| 1960-61  | L.A. Lakers | 79  | –  | 35.4 | .419 | –   | .666 | 7.7 | 4.2 | –   | –   | 17.6 |
| 1961-62  | L.A. Lakers | 75  | –  | 41.2 | .445 | –   | .769 | 7.9 | 5.4 | –   | –   | 30.8 |
| 1962-63  | L.A. Lakers | 55  | –  | 39.3 | .461 | –   | .778 | 7.0 | 5.6 | –   | –   | 27.1 |
| 1963-64  | L.A. Lakers | 72  | –  | 40.4 | .484 | –   | .832 | 6.0 | 5.6 | –   | –   | 28.7 |
| 1964-65  | L.A. Lakers | 74  | –  | 41.4 | .497 | –   | .821 | 6.0 | 4.9 | –   | –   | 31.0 |
| 1965-66  | L.A. Lakers | 79  | –  | 40.7 | .473 | –   | .860 | 7.1 | 6.1 | –   | –   | 31.3 |
| 1966-67  | L.A. Lakers | 66  | –  | 40.5 | .464 | –   | .878 | 5.9 | 6.8 | –   | –   | 28.7 |
| 1967-68  | L.A. Lakers | 51  | –  | 37.6 | .514 | –   | .811 | 5.8 | 6.1 | –   | –   | 26.3 |
| 1968-69  | L.A. Lakers | 61  | –  | 39.2 | .471 | –   | .821 | 4.3 | 6.9 | –   | –   | 25.9 |
| 1969-70  | L.A. Lakers | 74  | –  | 42.0 | .497 | –   | .824 | 4.6 | 7.5 | –   | –   | 31.2 |
| 1970-71  | L.A. Lakers | 69  | –  | 41.2 | .494 | –   | .832 | 4.6 | 9.5 | –   | –   | 26.9 |
| 1971-72  | L.A. Lakers | 77  | –  | 38.6 | .477 | –   | .814 | 4.2 | 9.7 | –   | –   | 25.8 |
| 1972-73  | L.A. Lakers | 69  | –  | 35.7 | .479 | –   | .805 | 4.2 | 8.8 | –   | –   | 22.8 |
| 1973-74  | L.A. Lakers | 31  | –  | 31.2 | .447 | –   | .833 | 3.7 | 6.6 | 2.6 | .7  | 20.3 |
| Total    | Total       | 932 | –  | 39.2 | .474 | –   | .814 | 5.8 | 6.7 | 2.6 | .7  | 27.0 |
| All-Star | All-Star    | 12  | 11 | 28.4 | .453 | –   | .720 | 3.9 | 4.6 | –   | –   | 13.3 |

### Playoffs
| Año   | Equipo      | PJ  | PT | MPP  | %TC  | %3P | %TL  | RPP | APP | ROB | TPP | PPP  |
| ----- | ----------- | --- | -- | ---- | ---- | --- | ---- | --- | --- | --- | --- | ---- |
| 1961  | L.A. Lakers | 12  | –  | 38.4 | .490 | –   | .726 | 8.7 | 5.3 | –   | –   | 22.9 |
| 1962  | L.A. Lakers | 13  | –  | 42.8 | .465 | –   | .807 | 6.8 | 4.4 | –   | –   | 31.5 |
| 1963  | L.A. Lakers | 13  | –  | 41.4 | .503 | –   | .740 | 8.2 | 4.7 | –   | –   | 27.8 |
| 1964  | L.A. Lakers | 5   | –  | 41.2 | .496 | –   | .792 | 7.2 | 3.4 | –   | –   | 31.2 |
| 1965  | L.A. Lakers | 11  | –  | 42.7 | .442 | –   | .890 | 5.7 | 5.3 | –   | –   | 40.6 |
| 1966  | L.A. Lakers | 14  | –  | 44.2 | .518 | –   | .872 | 6.3 | 5.6 | –   | –   | 34.2 |
| 1967  | L.A. Lakers | 1   | –  | 1.0  | –    | –   | –    | 1.0 | 0.0 | –   | –   | 0.0  |
| 1968  | L.A. Lakers | 15  | –  | 41.5 | .527 | –   | .781 | 5.4 | 5.5 | –   | –   | 30.8 |
| 1969  | L.A. Lakers | 18  | –  | 42.1 | .463 | –   | .804 | 3.9 | 7.5 | –   | –   | 30.9 |
| 1970  | L.A. Lakers | 18  | –  | 46.1 | .469 | –   | .802 | 3.7 | 8.4 | –   | –   | 31.2 |
| 1972  | L.A. Lakers | 15  | –  | 40.5 | .376 | –   | .830 | 4.9 | 8.9 | –   | –   | 22.9 |
| 1973  | L.A. Lakers | 17  | –  | 37.5 | .449 | –   | .780 | 4.5 | 7.8 | –   | –   | 23.6 |
| 1974  | L.A. Lakers | 1   | –  | 14.0 | .222 | –   | –    | 2.0 | 1.0 | .0  | .0  | 4.0  |
| Total | Total       | 153 | –  | 41.3 | .469 | –   | .805 | 5.6 | 6.3 | .0  | .0  | 29.1 |

## Logros y reconocimientos
Universidad
- Mejor Jugador del Torneo de la NCAA (1959)
- Jugador del Año de la SoCon (1959 y 1960)
- 2 veces All-American consensuado (1959, 1960)

NBA
- Campeón de la NBA (1972)
- MVP de las Finales de la NBA (1969)
- 14 veces All-Star (1961-74)
  - MVP del All-Star Game de la NBA (1972)
- 10 veces en el mejor quinteto de la NBA
- 2 veces en el segundo quinteto de la NBA
- 4 veces en el mejor quinteto defensivo de la NBA
- Elegido uno de los 50 mejores jugadores de la historia de la NBA en 1996.
- Miembro del Basketball Hall of Fame desde 1980.
- Elegido en el Equipo del 75 aniversario de la NBA en 2021.

Selección
- Medalla de oro olímpica (1960)

### Partidos ganados sobre la bocina
|      | con Los Angeles Lakers       |
| (PO) | Denota un partido de PlayOff |

| Número | Tiro               | Margen | Resultado | Oponente                | Fecha               |
| ------ | ------------------ | ------ | --------- | ----------------------- | ------------------- |
| 1 (PO) | Tiro en suspensión | Empate | 115-117   | Boston Celtics          | 10 de abril de 1962 |
| 2 (PO) | Tiro en suspensión | Empate | 99-101    | St. Louis Hawks         | 2 de abril de 1963  |
| 3      | Tiro en suspensión | Empate | 104-102   | Boston Celtics          | 3 de marzo de 1965  |
| 4      | Tiro en suspensión | -1     | 116-115   | Kansas City-Omaha Kings | 18 de enero de 1974 |